# Mesquita de Solsona
La Mesquita de Solsona és un oratori islàmic ubicat a la carretera de Torà, 22. Va ser inaugurat el 8 de març de 2014, coincidint amb la celebració del dia internacional de la dona treballadora.
L'equipament respon als criteris de seguretat i higiene requerits per la normativa sobre centres de culte. La nova mesquita disposa de 160 metres quadrats i pot acollir un centenar de fidels. Ha estat finançada per la comunitat islàmica, que agrupa unes 700 persones. A l'acte d'inauguració van assistir l'alcalde, David Rodríguez, el vicari general del Bisbat de Solsona, Mn. Joan Casals, el president de la Unió de Comunitats Islàmiques de Catalunya, Mohamed El Ghaidouni, i la subdirectora de la Direcció General d'Afers Religiosos de la Generalitat de Catalunya, Carme Banyeres.
Kalil Baghal, president de la comunitat islàmica de la zona, va manifestar la satisfacció de ser una entitat més dins el teixit associatiu, alhora que va anunciar la previsió de visites guiades per donar a conèixer la seva cultura i creences. Per la seva banda, David Rodríguez va recordar que la llibertat de culte és un dret fonamental i que la religió ben entesa és una eina que ajuda en la tasca de forjar ciutadans compromesos amb la comunitat.